# کشیشتف شیوچک
کشیشتف شیوْچک (لهستانی: Krzysztof Siwczyk؛ ‏ تلفظ لهستانی: [ˈkʂɨʂtɔf]؛ زادهٔ ۱۹۷۷) شاعر و بازیگر اهل لهستان است. او بابت ایفای نقش اصلی فیلم وُیاچک نامزد دریافت جایزه فیلم اروپا بهترین بازیگر نقش اول مرد شد.